# Franck Kessié
Franck Yannick Kessié (Ouragahio, Costa d'Ivori, 19 de desembre de 1996) és un futbolista professional ivorià que juga com a migcampista central a l'Al-Ahli de la lliga saudita de futbol i a la selecció de Costa d'Ivori.

## Carrera de club
Nascut a Ouragahio, Kessié va començar la seva carrera al Stella Club d'Adjamé, on inicià la seva formació amb el juvenil l'any 2010. El 2014 va ascendir al primer equip.

### Atalanta
El 29 de gener de 2015, Kessié va signar un contracte de tres anys amb el club Atalanta de la Serie A. Havent arribat, va ser adscrit a la plantilla del filial del club, i va jugar-hi set partits. El seu primer partit a Europa fou el primer de març de 2015, com a titular, en una victòria fora de casa per 2-0 contra l'AC Milan Primavera.
El 18 d'abril de 2015, Kessié va ser convocat amb el primer equip per a un partit contra la Roma, però no va disputar cap minut en un empat 1-1 de l'endemà.

#### Cesena (cedit)
El 26 d'agost de 2015, Kessié es va unir a l'AC Cesena de la Sèrie B amb un contracte de cessió d'un any. Va fer el seu debut com a professional el 26 de setembre, entrant com a substitut d'Antonino Ragusa en un empat 0-0 fora de casa contra el Perusa.
Kessié va marcar el seu primer gol com a professional el 31 d'octubre de 2015 en una victòria a casa per 2-0 contra el Virtus Lanciano. Després esdevingué titular indiscutible, participà en 37 partits, en els quals va marcar quatre gols, tot i que finalment el seu equip va perdre l'ascens als play-off.

#### Tornada a l'Atalanta
Després de tornar de la cessió, Kessié va ser ascendit al primer equip pel tècnic Gian Piero Gasperini. Havent participat en l'equip principal durant la pretemporada, va debutar a La Dea el 13 d'agost de 2016, com a titular, i va marcar l'últim gol de la victòria a casa per 3-0 de la Coppa Itàlia contra el Cremonese. Sis dies després, va renovar el seu contracte fins al 2021.
Kessié va debutar a la categoria principal del futbol italià el 21 d'agost de 2016, com a titular, i va marcar un doblet en una derrota a casa per 4-3 contra la Lazio. Marcà un altre gol set dies després, en una derrota per 2-1 davant la Sampdoria.
Més tard, Kessié es va convertir en un puntal a l'onze i va marcar el gol de la victòria contranicial de Gasperini el Torino (victòria a casa per 2-1) i la Roma (victòria a casa per 2-1), tots dos mitjançant penals. També va marcar el gol de l'empat contra l'Empoli el 20 de desembre de 2016, amb Marco D'Alessandro marcant el gol guanyador a l'últim minut.

### AC Milan
El 2 de juny de 2017, Kessié es va fitxar per l'AC Milan de la Sèrie A amb un contracte de cessió de dos anys amb clàusula de compra obligatòria. Originalment, va triar el 19 com a dorsal de la seva samarreta, però aviat fou convençut per la direcció del club perquè el deixés a Leonardo Bonucci, que es va traslladar al Milà unes setmanes més tard; com a resultat, Kessié el va canviar a 79. Després de la marxa de Bonucci en el proper període de traspassos d'estiu, se li va oferir el seu número de samarreta original, però s'hi va negar, dient que no vol obligar els aficionats del Milan a gastar diners addicionals en les seves samarretes personalitzades a causa d'un altre canvi de número.
2017-18:
Va debutar amb el Milan i va ajudar el club a guanyar el partit d'anada de la classificació de la Lliga Europa contra el CS U Craiova el 27 de juliol. El 20 d'agost de 2017, en el primer partit de la temporada de la Sèrie A de Milà, va marcar un penal en una victòria per 3-0 sobre el FC Crotone. En un partit contra el Càller el 21 de gener de 2018, Kessié va marcar dos gols, un des del punt de penal, per donar la victòria al Milan.
2018-19:
El 31 d'agost de 2018, va marcar el primer gol contra la Roma en una victòria final per 2-1. El 16 de gener de 2019, Kessie va ser expulsat a la final de la Supercopa Italiana del 2018 contra la Juventus, que va guanyar per 1-0. El 13 d'abril, va marcar l'únic gol de la victòria per 1-0 contra la Lazio. El 26 de maig va marcar un doblet contra l'SPAL en un partit que acabà en victòria per 3-2.
2019-20:
El 5 d'octubre de 2019 va marcar el gol de la victòria en un partit fora de casa contra el Genoa. El 7 de juliol de 2020 va marcar l'empat per ajudar el Milan remuntar fins a la victòria per 4-2 contra la Juventus. El 12 de juliol, va marcar un penal per un marcador final de 2-2 contra el Nàpols. El 15 de juliol va marcar l'empat contra el Parma en la victòria final per 3-1, un xut potent des de 25 metres.
2020-21: Èxit personal
El 27 de setembre, Kessie va marcar el seu primer gol de la temporada contra el FC Crotone, un penal en un partit que acabà en victòria per 2-0. El primer de novembre, va marcar el primer gol en una victòria per 2-1 contra l'Udinese a l'Estadi Friuli. El 29 de novembre contra la Fiorentina va marcar un penal i en va fallar un altre; el seu equip va aconseguir guanyar 2-0. El 6 de desembre contra la Sampdoria a l'Estadi Luigi Ferraris, va marcar de penal a l'últim minut de la primera part, per donar el lideratge al seu equip en una difícil victòria per 2-1. El 28 de febrer de 2021, va marcar des del punt de penal contra la Roma en una victòria per 2-1. El 23 de maig, va marcar dos penals en una victòria per 2-0 fora del seu antic club Atalanta, per assegurar el segon lloc del Milan a la Sèrie A 2020-21 i la classificació per a la Lliga de Campions de la UEFA 2021-22 després de vuit anys d'absència. Kessie és el primer jugador que marca més de 10 penals per a l'AC Milan en una temporada de la Sèrie A des de Zlatan Ibrahimovic la 2011/12, va jugar 50 partits aquesta temporada en totes les competicions, un rècord entre els jugadors de la Sèrie A compartit amb Politano. Va marcar 13 gols a la Lliga aquesta temporada, un rècord personal, també va assistir 6 gols, i fou descrit com el "jugador de la temporada del Milan per alguns crítics".
2021-22: distribuidor de joc
El 12 de setembre de 2021 contra la Lazio, Kessie va aconseguir que li assenyalessin un penal però finalment no va aconseguir marcar-lo, el Milan va guanyar 2-0. El 28 de setembre, en un partit de la Lliga de Campions de la UEFA contra l'Atlètic de Madrid, quan el Milan guanyava per 1-0, Kessie va ser expulsat al minut 29, i el seu equip finalment va perdre 1-2. El 31 d'octubre contra la Roma, va convertir un penal per marcar el segon i la victòria del Milan per 2-1. El 7 de novembre, mentre jugava contra l'Inter, va cometre una falta a Çalhanoğlu a l'àrea de penal, provocant un penal que aquest va marcar amb l'empat 1-1. El 4 de desembre, Kessie va marcar el primer gol contra la Salernitana en la victòria final per 2-0. El 22 de desembre, Kessie va marcar un doblet contra l'Empoli, va marcar 14 gols de la Sèrie A el 2021: l'últim migcampista de l'AC Milan que va marcar tant en un sol any natural va ser Kaká el 2008 (15). A partir del partit de l'Empoli, l'entrenador del Milan Pioli va començar a situar Kessie com a distribuidor de joc en lloc de la seva posició habitual al centre del mig camp.
El contracte de Kessie amb el Milan acabà l'estiu del 2022, les negociacions de renovació havien entrat en un punt mort, ja que l'equip li oferia 6 milions d'euros a l'any i el jugador demanava 9 milions d'euros.

### FC Barcelona
El 4 de juliol de 2022 el FC Barcelona va anunciar un acord amb Kessié després de l'expiració del contracte amb l'AC Milan per 4 anys, fins al 30 de juny de 2026 i una clàusula de rescissió de 500 milions d'euros. Kessié va debutar amb el primer equip del Barça en la pretemporada 2022-23, en un amistós per celebrar el centenari de la UE Olot que acabà en empat 1-1. Va debutar oficialment en el primer partit de la lliga al Camp Nou, el 13 d'agost de 2022, en un empat 0-0 contra el Rayo Vallecano. El seu únic gol ve en el temps de descompte del Clàssic de tornada de La Liga on famosament va donar la victória 2-1 al Camp Nou i encaminà a l'equip a la conquesta del títol.

### Al-Ahli
El 9 d'agost de 2023, Kessié va fitxar pel club de la Saudi Pro League, l'Al-Ahli, en un acord per valor de 12,5 milions d'euros.

## Carrera internacional
Kessié va representar Costa d'Ivori als nivells sub-17 i sub-20, apareixent a la Copa del Món Sub-17 de la FIFA 2013 i al Torneig de Toulon 2015. Durant l'anterior torneig, la Real Federació Marroquina de Futbol va presentar una queixa a la FIFA al·legant que Kessié tenia 22 anys i no 16 La FIFA va negar més tard aquesta afirmació.
Als 17 anys, Kessié va jugar el seu primer partit internacional amb la selecció nacional sènior el 6 de setembre de 2014, com a titular, en una victòria a casa per 2-1 contra Sierra Leone per a la classificació per a la Copa d'Àfrica de Nacions 2015. El 4 de gener de 2017, va ser inclòs a la plantilla de 23 jugadors de Michel Dussuyer abans de la Copa d'Àfrica de Nacions 2017, jugant com a titular en tots els partits, tot i que el seu equip va ser eliminat a la fase de grups.
A la Copa d'Àfrica de Nacions del 2019, va acabar com a màxim assistent del torneig, conjuntament amb Ismaël Bennacer, amb tres assistències. El seu equip va ser eliminat als quarts de final per l'eventual campiona Algèria, després de perdre 4-3 als penals després d'un empat a 1-1 l'11 de juliol; Kessié va convertir el primer penal de la seva nació a la tanda.
Kessié va ser titular en els quatre partits de la selecció de la Costa d'Ivori a la Copa d'Àfrica de Nacions 2021, marcant un gol en una victòria per 3–1 contra Algèria al Grup E. Va ser substituït per una lesió al minut 30 de la derrota als vuitens de final contra la selecció d'Egipte. El desembre de 2023, Kessié va ser inclòs a la convocatòria de la selecció de la Costa d'Ivori per a la Copa d'Àfrica de Nacions 2023.

## Palmarès
AC Milan
- 1 Serie A: 2021-22

FC Barcelona
- 1 Supercopa d'Espanya: 2023[63]
- 1 Lliga espanyola: 2022-23[64]

## Vida personal
Quan Kessié tenia 11 anys, el seu pare, que en la seva joventut va ser futbolista professional abans d'allistar-se a l'exèrcit d'Ivori, va morir a causa d'una malaltia. Per tant, una de les celebracions dels seus gols és una salutació militar realitzada per retre homenatge al seu difunt pare.